# Sanduleak -69° 202
Sanduleak -69° 202, eller GSC 09162-00821 var en blå-vit superjätte av visuell magnitud 12 i utkanten av Tarantelnebulosan i Stora magellanska molnet. Stjärnan katalogiserades ursprungligen av den amerikanske astronomen Nicholas Sanduleak och blev uppmärksammad när den utvecklades till supernova. Som ljusstarkast var den av magnitud 2,8.
Före explosionen var stjärnan förmodligen en luminös blå variabel. Sedan exploderade Sanduleak -69° 202, för ungefär 168 000 år sedan och gav upphov till SN 1987A, vilket var den första supernovan som var synlig för blotta ögat sedan teleskopet uppfanns. Supernovans ljus nådde jorden den 23 februari 1987.